# Phasia normalis
Phasia normalis är en tvåvingeart som först beskrevs av Charles Howard Curran 1927.  Phasia normalis ingår i släktet Phasia och familjen parasitflugor. Inga underarter finns listade i Catalogue of Life.